# Katarzyna Kita
Katarzyna Kita (née le 4 juillet 1984) est une athlète polonaise spécialiste du lancer du marteau. 

## Biographie

### Palmarès
| Date | Compétition                   | Lieu    | Résultat | Performance |
| ---- | ----------------------------- | ------- | -------- | ----------- |
| 2003 | Championnats d'Europe juniors | Tampere | 1re      | 66,08 m     |

### Records
| Épreuve           | Performance | Lieu   | Date             |
| ----------------- | ----------- | ------ | ---------------- |
| Lancer du marteau | 69,27 m     | Poznań | 1er juillet 2007 |